# Resolutie 227 Veiligheidsraad Verenigde Naties
Resolutie 227 van de Veiligheidsraad van de Verenigde Naties werd aangenomen op 18 oktober 1966. Dat gebeurde op de 1311ste vergadering van de Raad.
In verband met de procedures rond het aanstellen van een secretaris-generaal was deze vergadering besloten en de stemming is dus onbekend.

## Achtergrond
Op 3 november 1966 liep U Thants eerste termijn als secretaris-generaal ten einde. Hij had te kennen gegeven zich niet ter beschikking te stellen voor een tweede termijn. Omdat er echter op dat moment een algemene vergadering van de VN bijeen was, gaf hij te kennen aan te willen blijven gedurende de periode van deze vergadering, indien de vergadering niet voor het beëindigen van zijn termijn een opvolger zou hebben gevonden.

## Inhoud
De Veiligheidsraad bevestigde de consensus van de 1301ste vergadering, op 29 september 1966. Men bracht in herinnering dat in deze consensus, de secretaris-generaal aan had geboden aan te blijven tot na het beëindigen van de algemene vergadering. De algemene vergadering werd aanbevolen om U Thant aan te stellen als secretaris-generaal tot het beëindigen van de algemene vergadering;

## Verwante resoluties
- Resolutie 168 Veiligheidsraad Verenigde Naties (1961)
- Resolutie 229 Veiligheidsraad Verenigde Naties
- Resolutie 306 Veiligheidsraad Verenigde Naties (1971)

Lijst ·  220 ·  221 ·  222 ·  223 ·  224 ·  225 ·  226 ·  227 ·  228 ·  229 ·  230 ·  231 ·  232